# Under the Tuscan Sun
Under the Tuscan Sun (bra: Sob o Sol da Toscana; prt: Sob o Sol da Toscânia) é um filme ítalo-estadunidense de 2003, do gênero comédia romântica-dramática, escrito e dirigido por Audrey Wells baseado no livro de memórias homônimo Under the Tuscan Sun: At Home in Italy de Frances Mayes. 
A autora baseou sua história em experiências pessoais, que foram modificadas para o filme. O livro detalha as provações que Frances e seu marido Ed tiveram que passar para renovar sua vila na Toscana. No filme, o nome do casarão em que a protagonista compra é Villa Bramasole. Na vida real, o nome do lugar é Villa Laura e é de propriedade da escritora Francis, onde ela mora com seu marido em Cortona.
O filme conta a história de uma escritora recém-divorciada que compra uma casa de campo na Toscana, na esperança de começar uma nova vida. O filme foi indicado para o prêmio Excellence in Production Design da Art Directors Guild, e por sua atuação, Diane Lane foi indicada ao Globo de Ouro de melhor atriz em comédia ou musical.
Under the Tuscan Sun abriu bem nos Estados Unidos, arrecadando US$ 9 751 425 em 1.226 cinemas, abrindo em segundo lugar nas bilheterias dos EUA no fim de semana de 28 de setembro de 2003. Isso foi mais da metade de seu orçamento estimado de US$18 milhões. O filme foi um sucesso de bilheteria, ganhando US$ 43 610 723 no mercado estadunidense e mais US$ 15 268 000 internacionalmente, totalizando US$ 58 878 723 em todo o mundo.
O filme recebeu críticas positivas. O site Rotten Tomatoes relata que 62% dos 147 críticos profissionais deram ao filme uma avaliação positiva, com uma média de classificação de 6.2/10 e o consenso crítico afirmando: "Apesar de estereotipado e superficial, Under the Tuscan Sun é resgatado pelo desempenho vibrante de Lane".

## Sinopse
Frances Mayes (Diane Lane) é uma escritora de São Francisco cuja vida, aparentemente perfeita, toma um rumo inesperado ao descobrir que seu marido a estava traindo. O divórcio - e a perda de sua casa para o ex-marido e sua nova parceira, muito mais nova e grávida - a deixam deprimida e incapaz de escrever. Sua melhor amiga, Patti (Sandra Oh), que está esperando um filho, começa a achar que Frances nunca se recuperará. Ela sugere que Frances tire férias na Toscana, usando o ingresso que comprou antes de engravidar. A princípio, Frances se recusa, mas depois de outro dia deprimente em seu apartamento sombrio, ela decide que é uma boa ideia fugir por um tempo.
Na Toscana, seu grupo de turistas para na pequena cidade de Cortona. Durante um passeio pelas ruas encantadoras, ela percebe uma postagem para uma villa à venda na cidade. Ela se junta ao seu grupo de turistas no ônibus, e logo depois, o ônibus é parado para permitir que um rebanho de ovelhas cruze a estrada. Enquanto esperam, Frances percebe que estão em frente à mesma villa que ela tinha visto à venda - algo que ela acredita ser um sinal. Ela pede ao motorista para sair do ônibus. Através de uma série de eventos fortuitos, ela se torna dona de uma linda villa na bela Toscana.
Frances começa sua nova vida com a ajuda de uma variedade de personagens interessantes e almas incomuns, mas gentis. Ela contrata uma equipe de imigrantes poloneses para reformar a casa. Com o tempo, a protagonista também faz amizade com seus vizinhos e desenvolve relações com seus colaboradores, com o corretor de imóveis que vendeu sua casa de campo, e com Katherine (Lindsay Duncan), uma envelhecida e excêntrica atriz britânica que evoca o mistério e a beleza de uma estrela de cinema italiano. Mais tarde, ela é visitada pela amiga Patti, cuja parceira, Grace, a deixou.
Frances se encontra e tem um breve romance com Marcello (Raoul Bova), mas o relacionamento deles não dura. Ela está prestes a desistir da felicidade quando um casal procura por ela: um de seus trabalhadores poloneses, Pawel (Pawel Szajda), e a filha de um vizinho. O pai da moça não o aprova por ser polonês e não ter família, mas eles estão muito apaixonados e querem se casar. Frances convence a família da menina a apoiar seu amor, proclamando que ela é da família de Pawel. Os jovens amantes logo se casam na villa. Durante a celebração do casamento, Frances encontra um escritor estadunidense que está viajando pela Toscana, e sua atração mútua aponta para um futuro romântico.

## Elenco
- Diane Lane como Frances Mayes
- Sandra Oh como Patti
- Lindsay Duncan como Katherine
- Raoul Bova como Marcello
- Vincent Riotta como Martini
- Mario Monicelli como velho das flores
- Roberto Nobile como Placido
- Anita Zagaria como Fiorella
- Evelina Gori como Nona Cardinale
- Kate Walsh como Grace
- Pawel Szajda como Pawel
- David Sutcliffe como Ed
- Jeffrey Tambor como advogado (sem crédito)
- Giulia Steigerwalt como Chiara
- Valentine Pelka como Jerzy
- Sasa Vulicevic como Zbigniew
- Massimo Sarchielli como Nino
- Claudia Gerini como Signora Raguzzi
- Laura Pestellini como Contessa
- Don McManus como homem rude
- Matt Salinger como colega
- Elden Henson como autor
- Jack Kehler como gerente do apartamento
- Kristoffer Ryan Winters como David guia de turismo
- Nuccio Siano como Gianni
- Malva Guicheney como a filha de Gianni[12]
- Dan Bucatinsky como Rodney[12]

## Produção

### Locais de filmagem
- Banca CR Firenze, Cortona, Toscana, Itália (interiores, cena do banco)
- Cassa di Risparmio di Firenze, Cortona, Toscana, Italy (cena de transação imobiliária com um screvener judicial)
- Teatro Signorelli, Cortona, Itália (encontro com Pawel)
- Cinecittà Studios, Cinecittà, Roma, Lazio, Itália (livraria, apartamento de Patti & Grace em São Francisco)
- Cortona, Arezzo, Toscana, Itália[8]
- Florença, Toscana, Itália
- Montepulciano, Siena, Toscana, Itália (saindo de Cortona, casamento)
- Positano, Salerno, Campania, Itália
- Roma, Lazio, Itália
- São Francisco, Califórnia, EUA
- Montepulciano, Toscana, Itália (show da bandeira)[13]
- Teatro Signorelli, Cortona, Arezzo, Toscana, Itália (interiores)[14]